# Home Invasion
Pour plus de détails, voir Fiche technique et Distribution.
Home Invasion est un thriller américain réalisé par David Tennant, sorti en 2016.
Il est également connu sous le titre Prise au piège avec mon fils, lors de la diffusion télévisuelle française.

## Synopsis
Une femme riche et son beau-fils sont pris pour cibles par trois inconnus masqués dans leur manoir isolé. Elle ne peut que survivre en acceptant l'aide à l'autre bout du combiné d'un spécialiste de leur système de sécurité.

## Fiche technique
Sauf indication contraire, les informations mentionnées dans cette section peuvent être confirmées par la base de données cinématographiques IMDb,  présente dans la section « Liens externes ».
- Titre original et français : Home Invasion
- Autre titre : Prise au piège avec mon fils[1]
- Réalisation : David Tennant
- Scénario : Peter Sullivan
- Musique : Robert Smart
- Direction artistique : Nike Hatzidimou
- Décors : Daren luc Sasges
- Costumes : Zohra Shahalimi
- Photographie : Toby Gorman
- Montage : Asim Nuraney
- Production : Jeff Sackman et Kirk Shaw
- Production déléguée : Shawn Ashmore, Dave Hudakoc, Damian Lee, Jeffrey Schenck, Keith Shaw et Devi Singh
- Sociétés de production : Odyssey Media ; ARO Entertainment et TAJJ Media (coproductions)
- Société de distribution : Sony Pictures Home Entertainment (DVD)
- Pays de production :  États-Unis
- Langue origignale : anglais
- Format : couleur - 2.35:1 - son Dolby numérique - 35 mm
- Genre : thriller
- Durée : 85 minutes
- Dates de sortie : 
  - États-Unis : 2 février 2016
  - France : 1er mars 2016 (VOD) ; 5 juillet 2017 (DVD) ; 22 mars 2019 (TF1)
- Mention
  -  France : Déconseillé aux moins de 10 ans

## Distribution
- Natasha Henstridge (VF : Colette Sodoyez) : Chloe
- Jason Patric (VF : Mathieu Moreau) : Mike
- Scott Adkins (VF : Franck Dacquin) : Heflin
- William Dickinson : Jacob
- Kyra Zagorsky (VF : Cathy Boquet) : Victoria Knox
- Michael Rogers (en) (VF : Philippe Allard) : Astor
- Christian Tessier : Xander
- Brenda Crichlow : Bess
- Leanne Lapp (VF : Marcha Van Boven) : Liz
- Johannah Newmarch : Alice
- Leanne Lapp : Liz
- Garry Chalk : le shérif Kane
- Peter Cluffa : Phil

## Production
Le tournage a lieu à Maple Ridge, à Delta et dans le district de Langley, en Colombie-Britannique.

## Accueil
Le film sort le 2 février 2016 aux États-Unis.
En France, il se lance le 1er mars 2016 à la vidéo à la demande et le 5 juillet 2017 en DVD. Le 22 mars 2019, il est diffusé sous le titre Prise au piège avec mon fils sur la chaîne TF1